# Aias Aosman
Aias Aosman (arab. أياز عثمان, ur. 21 października 1994 w Al-Kamiszli) – syryjsko-niemiecki piłkarz, grający na pozycji ofensywnego pomocnika w AO Ionikos i reprezentacji Syrii.

## Klub

### Początki
Aios Aosman, Przypisymimo że się urodził w Syrii, wychowywał się w niemieckich klubach. Jako młodzik grał w TuS Minderheide, Arminii Bielefeld, a do 2009 roku grał w VfL Osnabrück. W zespole U-17 tego ostatniego klubu zagrał dwa spotkania.
1 października 2009 roku, trafił z wolnego transferu do Preußen Espelkamp.

### SC Wiedenbrück
1 lipca 2011 roku został zawodnikiem SC Wiedenbrück. W zespole z Nadrenii Północnej-Westfalii debiut zaliczył 17 lipca 2011 roku w meczu finałowym Landespokal Westfalen przeciwko Rot Weiss Ahlen (3:1 dla klubu Syryjczyka). Zagrał cały mecz i strzelił gola – w drugiej minucie doliczonego czasu gry. Pierwszą asystę w tym zespole zaliczył 4 listopada 2011 roku w meczu przeciwko Rot-Weiss Essen (1:2 dla Wiedenbrück). Asystował przy bramce na 1:1 w 83. minucie. Łącznie w tym zespole rozegrał 19 meczów ligowych, strzelił 6 goli i raz asystował.

### Rezerwy 1.FC Köln
1 stycznia 2012 roku trafił do rezerw 1.FC Köln. W zespole z największego miasta Nadrenii Północnej-Westfalii zadebiutował 28 stycznia 2012 roku w spotkaniu przeciwko Rot-Weiss Essen (3:4 dla klubu z Kolonii). Zagrał 85 minut, został zmieniony przez Stefana Thelena. Pierwszą asystę w barwach 1.FC Köln zaliczył 5 września 2012 roku w meczu przeciwko Rot-Weiss Essen (2:1 dla klubu ze środka kraju). Asystował przy golu Lucasa Musculusa w 70. minucie. Pierwszą bramkę w tym zespole zdobył 27 października 2012 roku w meczu przeciwko FC Kray (3:3). Do bramki trafił w 83. minucie. Łącznie w tym zespole rozegrał 41 meczów, 5-krotnie trafił do siatki rywali i 4 razy asystował. 

### Jahn Regensburg
12 lipca 2013 roku trafił do Jahnu Regensburg. W tym klubie po raz pierwszy wystąpił 20 lipca 2013 roku w meczu przeciwko SpVgg Unterhaching (0:0). Zagrał cały mecz i w 49. minucie otrzymał żółtą kartkę. Pierwszą asystę zaliczył tydzień później, w meczu przeciwko 1. FC Heidenheim (2:2). Asystował przy golu Mario Neunabera w 40. minucie. Pierwszego gola strzelił 10 sierpnia 2013 roku w spotkaniu przeciwko MSV Duisburg (2:1 dla rywali Jahnu). Do siatki trafił w 2. minucie spotkania, dając prowadzenie swojej drużynie. Łącznie rozegrał 67 meczów, 16 razy strzelił gola i 9-krotnie asystował.

### Dynamo Drezno
7 lipca 2015 roku przeszedł do Dynama Drezno. Po raz pierwszy w tym klubie zagrał 25 lipca 2015 roku w meczu przeciwko VfB Stuttgart II (4:1 dla Saksończyków). Zagrał cały mecz, a w dodatku w debiucie strzelił gola – do siatki trafił w 23. minucie. Pierwszą asystę zaliczył niedługo później, 1 sierpnia 2015 roku w spotkaniu przeciwko Würzburger Kickers (1:1). Asystował przy bramce w Michaela Hefela w 83. minucie. Łącznie w Dreźnie zagrał 99 meczów, strzelił 13 goli i zanotował 9 asyst. 

### Adana Demirspor
26 lipca 2019 roku przeniósł się do Turcji, do Adany Demirspor. W tym klubie po raz pierwszy wystąpił 17 sierpnia 2019 roku w spotkaniu przeciwko Balıkesirspor (2:0 dla Demirsporu). Aosman wszedł na boisko w 74. minucie (zastąpił Mustaphę Carayola) i strzelił gola w 81. minucie. Pierwszą asystę zaliczył 29 grudnia 2019 roku w meczu przeciwko İstanbulspor A.Ş. (0:2 dla zespołu Aosmana). Łącznie w Demirsporze zagrał 29 meczów, strzelił 8 goli i trzykrotnie asystował.

### Tuzlaspor
5 października 2020 roku został zawodnikiem Tuzlasporu. W tym tureckim klubie zadebiutował 18 października 2020 roku w meczu przeciwko Boluspor (1:2 dla zespołu Syryjczyka). Wszedł na boisko w drugiej połowie (zszedł z boiska Prince Segbefia), w 90. minucie strzelił gola. Pierwszą asystę zaliczył 7 listopada 2020 roku w meczu przeciwko Ümraniyespor (1:1). Strzelającym bramkę był Gökcan Kaya. Łącznie rozegrał 12 meczów, strzelił 3 gole i raz asystował. 

### FC Hermannstadt
8 lutego 2021 roku trafił do FC Hermannstadt. W rumuńskim klubie zadebiutował 14 lutego 2021 roku w spotkaniu przeciwko FCSB (1:0 dla klubu Aosmana). Zagrał 74 minuty, został zmieniony przez Gorana Karanovicia. Pierwszego gola w Rumunii strzelił 3 kwietnia 2021 roku w meczu przeciwko FC Argeș (4:1 dla FC Hermannstadt). Strzelił bramkę w 77. minucie. Łącznie zagrał 13 meczów i strzelił jedną bramkę.

### AO Ionikos
3 lipca 2021 roku został zawodnikiem AO Ionikos. W greckim klubie zadebiutował 12 września 2021 roku w meczu przeciwko AEK Ateny (3:0 dla klubu ze stolicy Grecji). Zagrał 67 minut, został zmieniony przez Giannisa Kiakosa. Pierwszego gola strzelił 6 dni później, w meczu przeciwko Arisowi Saloniki (1:0 dla Ionikosu). Do bramki rywali trafił w 86. minucie. Pierwszą asystę zaliczył 16 października 2021 roku w meczu przeciwko Panathinaikosowi Ateny (4:1 dla klubu ze stolicy). Asystował przy bramce Salvadora Sáncheza, która padła w 11. minucie meczu. Łącznie do 4 czerwca 2022 roku zagrał 33 mecze, 8-krotnie trafił do siatki i 11 razy zaliczał asystę. 

## Reprezentacja
Aias Aosman w reprezentacji Syrii zadebiutował 6 września 2018 roku w towarzyskim meczu przeciwko reprezentacji Uzbekistanu (1:1). Wszedł na 8 minut, zastąpił Osamę Omariego. Pierwszego gola strzelił 4 czerwca 2021 roku w meczu przeciwko reprezentacji Malediwów (0:4 dla Syrii). Do siatki trafił w 34. minucie. Pierwszą asystę zaliczył 12 października 2021 roku w meczu przeciwko Libanowi (2:3 dla rywali Syrii). Asystował przy golu Omara Al-Somaha w 64. minucie. Łącznie do 4 czerwca 2022 zagrał 13 meczów, strzelił 2 gole i miał asystę.

## Statystyki kariery

### Klubowe
| Klub               | Sezon              | Liga               | Liga  | Liga   | Puchar kraju | Puchar kraju | Kontynentalne | Kontynentalne | Suma  | Suma   |
| Klub               | Sezon              | Poziom             | Mecze | Bramki | Mecze        | Bramki       | Mecze         | Bramki        | Mecze | Bramki |
| ------------------ | ------------------ | ------------------ | ----- | ------ | ------------ | ------------ | ------------- | ------------- | ----- | ------ |
| SC Wiedenbrück     | 2011/2012          | Regionalliga West  | 19    | 6      | 1            | 0            | –             | –             | 20    | 6      |
| 1. FC Köln II      | 2011/2012          | Regionalliga West  | 9     | 0      | –            | –            | –             | –             | 9     | 0      |
| 1. FC Köln II      | 2012/2013          | Regionalliga West  | 32    | 5      | –            | –            | –             | –             | 32    | 5      |
| 1. FC Köln II      | Łącznie            | Łącznie            | 41    | 5      | –            | –            | –             | –             | 41    | 5      |
| Jahn Regensburg    | 2013/2014          | 3. Liga            | 33    | 5      | 1            | 0            | –             | –             | 34    | 5      |
| Jahn Regensburg    | 2014/2015          | 3. Liga            | 34    | 11     | 0            | 0            | –             | –             | 34    | 11     |
| Jahn Regensburg    | Łącznie            | Łącznie            | 67    | 16     | 1            | 0            | –             | –             | 68    | 16     |
| Dynamo Drezno      | 2015/2016          | 3. Liga            | 33    | 5      | 0            | 0            | –             | –             | 33    | 5      |
| Dynamo Drezno      | 2016/2017          | 2. Bundesliga      | 30    | 3      | 2            | 0            | –             | –             | 32    | 3      |
| Dynamo Drezno      | 2017/2018          | 2. Bundesliga      | 17    | 2      | 2            | 1            | –             | –             | 19    | 3      |
| Dynamo Drezno      | 2018/2019          | 2. Bundesliga      | 19    | 3      | 1            | 1            | –             | –             | 20    | 4      |
| Dynamo Drezno      | Łącznie            | Łącznie            | 99    | 13     | 5            | 2            | –             | –             | 104   | 15     |
| Adana Demirspor    | 2019/2020          | 1. Lig             | 28    | 8      | 1            | 0            | –             | –             | 29    | 8      |
| Adana Demirspor    | 2020/2021          | 1. Lig             | 1     | 0      | 0            | 0            | –             | –             | 1     | 0      |
| Adana Demirspor    | Łącznie            | Łącznie            | 29    | 8      | 1            | 0            | –             | –             | 30    | 8      |
| Tuzlaspor          | 2020/2021          | 1. Lig             | 12    | 3      | 2            | 1            | –             | –             | 14    | 4      |
| FC Hermannstadt    | 2020/2021          | Liga I             | 13    | 1      | 0            | 0            | –             | –             | 13    | 1      |
| AO Ionikos         | 2021/2022          | Superleague Ellada | 31    | 8      | 3            | 0            | –             | –             | 34    | 8      |
| Łącznie w karierze | Łącznie w karierze | Łącznie w karierze | 311   | 60     | 13           | 2            | –             | –             | 324   | 62     |

### Reprezentacyjne
| Reprezentacja | Rok     | Mecze | Bramki |
| ------------- | ------- | ----- | ------ |
| Syria         | 2018    | 1     | 0      |
| Syria         | 2019    | 3     | 0      |
| Syria         | 2020    | 2     | 0      |
| Syria         | 2021    | 7     | 2      |
| Ogólnie       | Ogólnie | 14    | 2      |

## Rodzina
Ma brata Kaoę Aosmana, również piłkarza.